# Ghiacciaio Fitzgerald
Il ghiacciaio Fitzgerald è un ghiacciaio lungo circa 24 km, situato nella parte nord-occidentale della Dipendenza di Ross, nell'Antartide orientale. Il ghiacciaio, il cui punto più alto si trova a circa 1000 m s.l.m., si trova sulla costa di Borchgrevink, sul versante sud-orientale della dorsale dell'Alpinista, da dove fluisce verso sud-est, scorrendo lungo il versante sud-occidentale del monte Murchison, fino a unire il proprio flusso a quello del ghiacciaio Icebreaker, in prossimità del termine di quest'ultimo, formando un'unica lingua glaciale al di sopra della baia di Lady Newnes.

## Storia
Il ghiacciaio Fitzgerald fu esplorato dai membri della spedizione neozelandese di ricognizione geologica antartica svolta nel 1958-59, e così battezzato dal comitato neozelandese per i toponimi antartici in onore di E. B. Fitzgerald, vice-comandante di quella spedizione.